# ماركو أندريس إسترادا كوينتيروس
ماركو أندريس استرادا كوينتيروس (بالإسبانية: Marco Andrés Estrada Quinteros) (مواليد 28 مايو 1983 في فينيا ديل مار) لاعب كرة قدم تشيلي يلعب حاليا لصالح نادي مونبيلييه الفرنسي .

## روابط خارجية
- ماركو أندريس إسترادا كوينتيروس على موقع الاتحاد الدولي (مؤرشف)  (الإنجليزية)
- ماركو أندريس إسترادا كوينتيروس على موقع قاعدة بيانات كرة القدم.إي يو (الإنجليزية)
- ماركو أندريس إسترادا كوينتيروس على موقع ناشيونال فوتبول تيمز (الإنجليزية)
- ماركو أندريس إسترادا كوينتيروس على موقع Soccerway.com (الإنجليزية)
- ماركو أندريس إسترادا كوينتيروس على موقع عالم كرة القدم.نت (الإنجليزية)
- ماركو أندريس إسترادا كوينتيروس على موقع AS.com (الإسبانية)